# Катарина Іванович
Катарина Іванович (серб. Катарина Ивановић; 15 травня 1811, Веспрем — 22 вересня 1882, Секешфехервар) — сербська художниця XIX століття, одна з трьох (поряд з Міною Караджич і Полексою Тодорович) видатних художниць Сербії.

## Біографія
Катарина Іванович народилася в родині сербського підрядника в Веспремі, Австрійської імперії. Дитинство провела в невеликому сербської громаді в Секешфехерварі. Обдарована з дитинства художниця навчалася живопису завдяки фінансовій допомозі торговця Жоржа Станковича в Пешті в студії Йозефа Пекка. Пізніше на її талант звернула увагу угорська графиня Чакі, яка влаштувала дівчину до Віденської Академії мистецтв, куди жінок зазвичай не допускали.
Катарина Іванович в 1845—1846 роках навчалася в Мюнхенській Академії Мистецтв, де написала картину «Звільнення Белграда в 1806 році». У 1846 році мешкала у Белграді, потім відвідала Париж, Загреб, Нідерланди, Італію, де вивчала сучасний живопис. В кінці свого життя вона повернулася у Секешфехервар, де жила і працювала до самої смерті. У цей період вона створила переважно історичні композиції, жанрові картини і натюрморти.
Катарина Іванович погано володіла сербською мовою, але залишалася сербської патріоткою. Її красою і розумом захоплювався відомий тоді поет Сима Мілутінович Сарайлія, який присвятив їй вірш «Троє-сестарство».
У 1876 році Іванович увійшла до складу Сербського вченого суспільства, ставши таким чином першою жінкою-академіком Сербії.
Померла Катарина Іванович в Секешфехерварі 22 вересня 1882 року. Її останки в 1967 році перенесені в Белград і поховані на Алеї народних героїв на Новому кладовищі.

## Творчість
Катарина Іванович писала портрети, історичні жанрові картини, особливо вдавалися натюрморти. Серед її найбільш відомих творів: Автопортрет (1836), Портрет молодої людини (1837), Виноград з відром (1838), Сербський Гомер (малюнок, 1839), Портрет Сіми Мілутиновича Сарайлія (1840), Італійський виноградар (1842), Портрет княгині Персиди Ненадовіч, Портрет герцога Стефана Кнічаніна, Діти Павла Станішича, Белградчанка, Млади Данич, Хлопчик з соколом і ін. Катарина Іванович створила 38 картин.